# Focke-Wulf Fw 159
O Focke-Wulf Fw 159 foi uma aeronave experimental alemã, desenhada por Kurt Tank. Um caça por natureza, não alcançou a fase de produção por ter sido considerado inferior ao Bf 109. Uma variante mais pesada do Focke-Wulf Fw 56, tinha um trem de aterragem retratil e cockpit fechado.